# Campeonato Mundial de Esquí Nórdico de 1948
El XVII Campeonato Mundial de Esquí Nórdico se celebró en Sankt-Moritz (Suiza) entre el 30 de enero y el 7 de febrero de 1948, dentro de los V Juegos Olímpicos de Invierno (las pruebas de esquí de fondo y saltos en esquí incluidas en el programa contaron como pruebas del Mundial, no así las de combinada nórdica), bajo la organización de la Federación Internacional de Esquí (FIS) y la Federación Suiza de Esquí.

## Esquí de fondo
| Evento        | Oro                                   | Plata                                | Bronce                                    |
| ------------- | ------------------------------------- | ------------------------------------ | ----------------------------------------- |
| 18 km (31.01) | Martin Lundström · Suecia · 1:13:50,0 | Nils Östensson · Suecia · 1:14:22,0  | Gunnar Eriksson · Suecia · 1:16:06,0      |
| 50 km (06.02) | Nils Karlsson · Suecia · 3:47:48,0    | Harald Eriksson · Suecia · 3:52:20,0 | Benjamin Vanninen · Finlandia · 3:57:38,0 |

## Salto en esquí
| Evento                       | Oro                                   | Plata                              | Bronce                                      |
| ---------------------------- | ------------------------------------- | ---------------------------------- | ------------------------------------------- |
| Trampolín individual (07.02) | Petter Hugsted · Noruega · 228,1 pts. | Birger Ruud · Noruega · 226,6 pts. | Thorleif Schjelderup · Noruega · 225,1 pts. |

## Medallero
| Núm. | País      | Oro | Plata | Bronce | Total |
| ---- | --------- | --- | ----- | ------ | ----- |
| 1    | Suecia    | 2   | 2     | 1      | 5     |
| 2    | Noruega   | 1   | 1     | 1      | 3     |
| 3    | Finlandia | 0   | 0     | 1      | 1     |
|      | TOTAL     | 3   | 3     | 3      | 9     |